# Hugh Tracey
Hugh Travers Tracey (ur. 29 stycznia 1903 w Willand, zm. 23 października 1977 w Krugersdorp) – południowoafrykański etnomuzykolog.

## Życiorys
Uczył się w Monkton Combe School w Bath, w zakresie etnomuzykologii był samoukiem. W 1921 roku osiedlił się w Rodezji Południowej, gdzie zajął się uprawą ziemi. W 1929 roku zaczął nagrywać pieśni rdzennych mieszkańców Afryki. Od 1935 do 1947 roku był dyrektorem oddziału South African Broadcasting Corporation w Durbanie. Był współzałożycielem African Music Society (1947) i w latach 1948–1953 jego sekretarzem. Był redaktorem biuletynu „African Music Society Newsletter” (1948–1953) i „African Music” (1955–1971). W 1953 roku założył International Library of African Music w Roodepoort, gdzie zgromadził kolekcję instrumentów i nagrań muzycznych, wydanych też na ponad 200 płytach w serii „The Sound of Africa”. W swojej pracy naukowej zajmował się rdzenną muzyką afrykańską. Wykładał gościnnie na uczelniach w Europie i Ameryce. W 1965 roku otrzymał doktorat honoris causa Uniwersytetu Kapsztadzkiego.

## Wybrane prace
(na podstawie materiałów źródłowych)
- Nyoma: An Introduction to Music for Southern Africans (Londyn 1941)
- Chopi Musicians: Their Music, Poetry, and Instruments (Londyn 1948, 2. wyd. 1970)
- African Dances of the Witwatersrand Gold Mines (Johannesburg 1952)
- The Lion on the Path (Londyn 1967)